# Svazek obcí Mníšecký region
Svazek obcí Mníšecký region je dobrovolný svazek obcí podle zákona v okresu Praha-západ, jeho sídlem jsou Čisovice a jeho cílem je rozvoj mikroregionu, ÚP a životního prostředí. Sdružuje celkem 14 obcí a byl založen v roce 2001.

## Obce sdružené v mikroregionu
- Bojanovice
- Bratřínov
- Čisovice
- Hvozdnice
- Jíloviště
- Klínec
- Kytín
- Líšnice
- Mníšek pod Brdy
- Nová Ves pod Pleší
- Řitka
- Trnová
- Zahořany
- Měchenice